# 1803 Zwicky
Az 1803 Zwicky (ideiglenes jelöléssel 1967 CA) a Naprendszer kisbolygóövében található aszteroida. Paul Wild fedezte fel 1967. február 6-án.